# Линия Инокасира (Кэйо)
Линия Инокасира (яп. 京王井の頭線 кэйо инокасира сэн) — железнодорожная линия в Токио, принадлежащая Keio Corporation, и соединяющая центральный токийский район Сибуя с городом Мусасино. Линия не имеет общих участков с основной линией Кэйо, но возможна пересадка на станции Мэйдаймаэ. Ширина колеи на этой линии 1067 мм, в отличие от остальных линий Кэйо, ширина колеи которых равна 1372 мм.

## История
Линия была построена и введена в эксплуатацию в 1933-м - 1934-м годах, компанией Teito Electric Railway (яп. 帝都電鉄 тэйто дэнтэцу), в то время не связанной с Кэйо. В 1940 году данная кампания была объединена с компанией Одакю, а в 1942 году сама Одакю стала частью корпорации Токю. После Второй Мировой Войны, Токю была разделена на несколько компаний и линия Инокасира оказалась во владении у Кэйо. Новая компания получила название Keiō Teito Electric Railway (яп. 京王帝都電鉄 кэйо тайто дэнтэду), и сохраняла это название вплоть до 1998 года.
Линия известная как Daita Link Line (яп. 代田連絡線 дайта рэнраку сэн) соединяла станции Дайта-Нитёмэ(ныне Син-Дайта) на линии Инокасира и Сэтагая-Накахара(ныне Сэтагая-Дайта) на линии Одакю с 1945-го до 1952 год. После закрытия, в 1953 году все пути были демонтированы, но следы их пребывания можно заметить и по сей день.
Две станции - Тодаймаэ (яп. 東大前駅 то:дай маэ эки) и Комаба (яп. 駒場駅 комаба эки), были закрыты в июле 1965 года. Вместо них была открыта одна новая станция - Комаба-Тодаймаэ.

## Подвижной состав

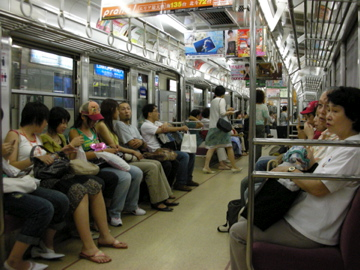
Вагон поезда линии Инокасира, вид изнутри

На линии используются электрички серий 1000 и 3000, составы из пяти вагонов.

## Виды обслуживания
На линии ходят поезда двух видов. Local(Местный) (яп. 各停 какутэй) (или  (яп. 各駅停車 какуэки тэйся)) - останавливается на всех станциях, а также Express(Экспресс) (яп. 急行 кю:ко:) - проезжает некоторые станции.

## Станции
Все станции находятся в Токио.
E: Остановка поезда типа Express(Экспресс)
| Станция         | E | Расположение |
| --------------- | - | ------------ |
| Сибуя           | E | Сибуя        |
| Синсэн          |   | Сибуя        |
| Комаба-Тодаймаэ |   | Мэгуро       |
| Икэноуэ         |   | Сэтагая      |
| Симо-Китадзава  | E | Сэтагая      |
| Син-Дайта       |   | Сэтагая      |
| Хигаси-Мацубара |   | Сэтагая      |
| Мэйдаймаэ       | E | Сэтагая      |
| Эйфукутё        | E | Сугинами     |
| Ниси-Эйфуку     |   | Сугинами     |
| Хамадаяма       |   | Сугинами     |
| Такайдо         |   | Сугинами     |
| Фудзимигаока    |   | Сугинами     |
| Кугаяма         | E | Сугинами     |
| Митакадай       |   | Митака       |
| Инокасира-коэн  |   | Митака       |
| Китидзёдзи      | E | Мусасино     |